# Верін-Геташен
Верін-Геташен (вірм. Վերին Գետաշեն) — село в марзі Гегаркунік, на сході Вірменії. Село розташоване на річці Аргічі за 5 км на захід від міста Мартуні та за 2 км на південний захід від села Неркін-Геташен.